# Нуук (стадион)
Нуук (гренл. Nuuk) — многофункциональный стадион в Нууке, Гренландия. Чаще всего используется для проведения футбольных матчей. Вмещает 2000 зрителей, газон искусственный. Домашний стадион сборной Гренландии по футболу и клубов Б-67 и ИЛ.